# Dungeon Siege III
Dungeon Siege III – komputerowa gra fabularna, kontynuacja Dungeon Siege II. Akcja gry została osadzona 150 lat po zdarzeniach z poprzednich części. Gracz wcieli się w jednego z ostatnich ocalałych członków Dziesiątego Legionu. Na samym początku rozgrywki, gracz wybiera jedną z czterech dostępnych klas postaci. Definiuje to wygląd i historię głównego bohatera. Jest to pierwsza odsłona serii, która ukazała się także na konsolach PS3 oraz X360.

## Rozgrywka

### Klasy postaci
Dostępne są cztery klasy postaci do wyboru. Każda z nich posiada inne umiejętności specjalne i preferowane bronie. Lucas Montbarron to syn byłego mistrza Legionu, ostatni potomek z poważanego i renomowanego rodu. Jest utalentowanym szermierzem, używa zarówno dwuręcznego oręża jak i kombinacji miecza oraz tarczy. Anjali to przedstawicielka klasy archon - oprócz ludzkiej postaci jest w stanie zamienić się w inkarnację ognistej wojowniczki. Biegle włada magią, włócznią oraz laską.

### System przemieszczania się
Gra umożliwia dowolny wybór lokacji, do której uda się gracz. Z powodu dużego obszaru, wprowadzono system szybkiego przemieszczania się – Causeway. Jest to magiczna sieć dróg, używana przez wspomniany wcześniej Dziesiąty Legion. W Dungeon Siege III zabraknie mini-mapy. Zastąpi ją specjalny system punktów obserwacyjnych.

## Tryb kooperacji
Gra zawiera tryb kooperacji umożliwiający wspólną rozgrywkę maksymalnie czterem graczom. Dwóch z nich może grać wspólnie na konsoli, pozostałe dwie osoby posiadają możliwość dołączenia do gry poprzez Internet. Gracz, do którego dołączają pozostali pełni funkcję hosta, i tylko jemu zapisują się postępy w rozgrywce. Pozostali nie tracą jednak zdobytych przedmiotów.